# Треффен-ам-Оссиахер-Зе
Треффен-ам-Оссиахер-Зе (нем. Treffen am Ossiacher See) — ярмарочная община (нем. Marktgemeinde) в Австрии, в федеральной земле Каринтия. 
Входит в состав округа Филлах-Ланд.  Население составляет 4357 человек (на 31 декабря 2005 года). Занимает площадь 71,01 км². Официальный код  —  2 07 24.

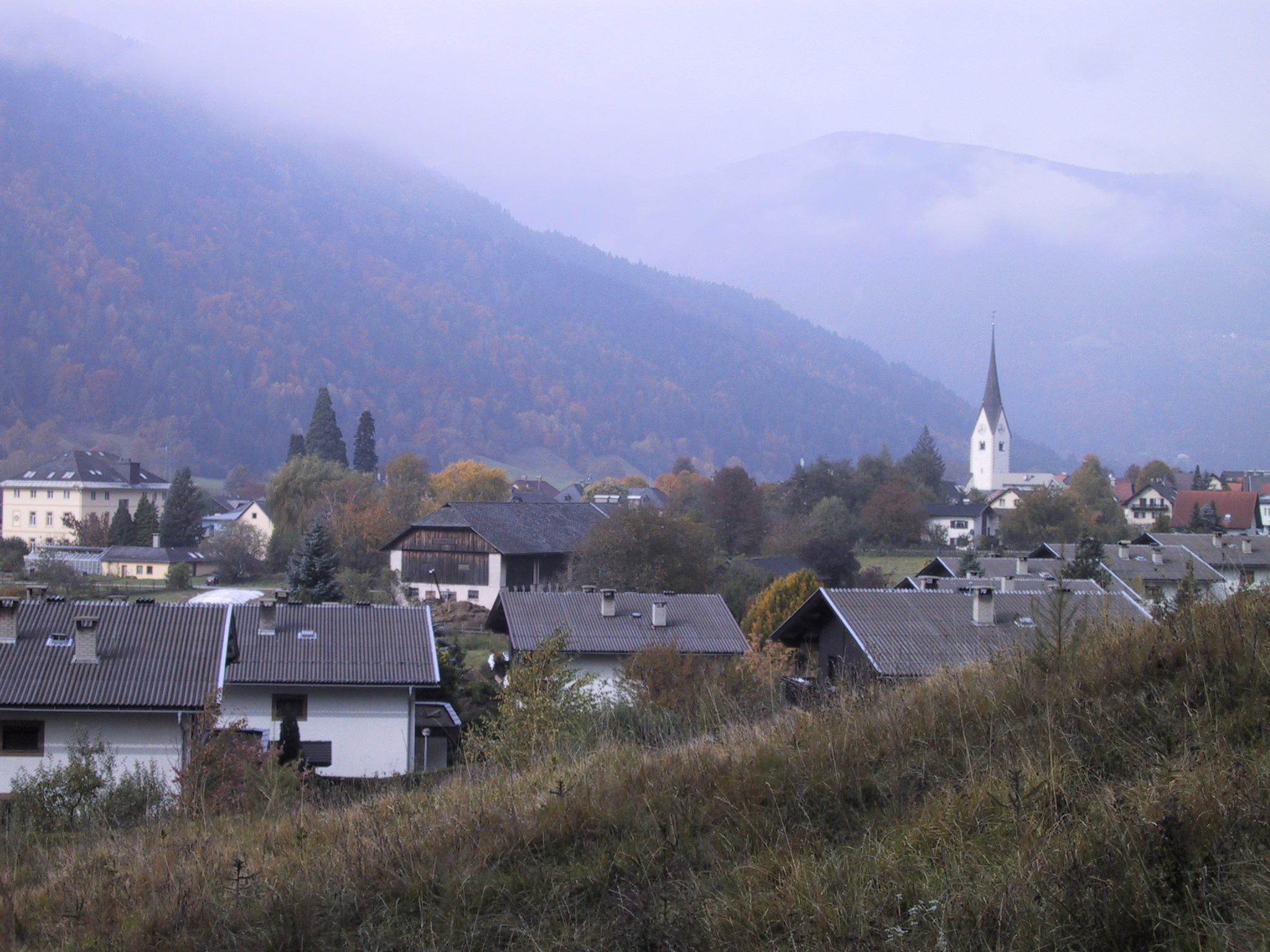
Треффен

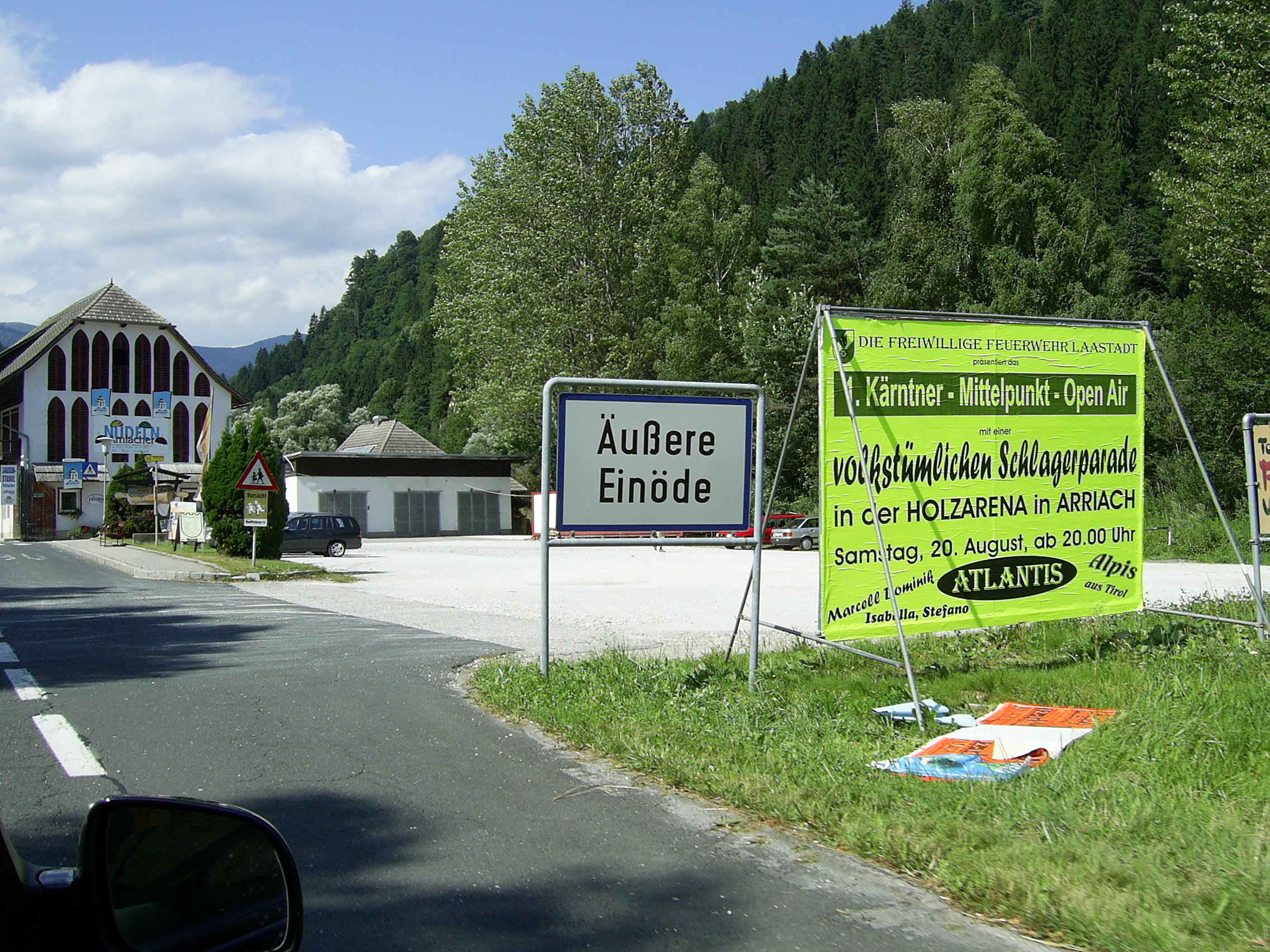
Треффен

## Политическая ситуация
Бургомистр общины — Карл Вуггениг (СДПА) по результатам выборов 2003 года.
Совет представителей общины (нем. Gemeinderat) состоит из 23 мест:
- СДПА занимает 12 мест;
- АПС занимает 7 мест;
- АНП занимает 4 места.

## Внешние ссылки
- Официальная страница (нем.)